# Lago Cisne
Lago Cisne är en sjö i Argentina.   Den ligger i provinsen Chubut, i den sydvästra delen av landet, 1 500 km sydväst om huvudstaden Buenos Aires. Lago Cisne ligger 545 meter över havet. Arean är 3,4 kvadratkilometer. Den sträcker sig 1,9 kilometer i nord-sydlig riktning, och 4,2 kilometer i öst-västlig riktning.
I omgivningarna runt Lago Cisne växer i huvudsak blandskog. Runt Lago Cisne är det mycket glesbefolkat, med 4 invånare per kvadratkilometer.